# Pallacanestro ai III Giochi della Lusofonia - Torneo maschile
Il III Campionato di pallacanestro ai Giochi della Lusofonia si è svolto nel 2014, a Goa.

## Risultati

### Prima fase

#### Gruppo A
| Team       | Pts. | V - P | Pf - Ps   |
| ---------- | ---- | ----- | --------- |
| Mozambico  | 4    | 2 - 0 | 167 - 90  |
| Capo Verde | 3    | 1 - 1 | 150 - 113 |
| Macao      | 2    | 0 - 2 | 80 - 194  |

| Goa 23 gennaio 2014 | Capo Verde | 94 – 46 | Macao |  |

| Goa 24 gennaio 2014 | Macao | 34 – 100 | Mozambico |  |

| Goa 25 gennaio 2014 | Capo Verde | 56 – 67 | Mozambico |  |

#### Gruppo B
| Team          | Pts. | V - P | Pf - Ps   |
| ------------- | ---- | ----- | --------- |
| India         | 4    | 2 - 0 | 160 - 123 |
| Angola        | 3    | 1 - 1 | 158 - 124 |
| Guinea-Bissau | 2    | 0 - 2 | 94 - 165  |

| Goa 23 gennaio 2014 | Guinea-Bissau | 48 – 82 | India |  |

| Goa 24 gennaio 2014 | Angola | 83 – 46 | Guinea-Bissau |  |

| Goa 25 gennaio 2014 | Angola | 75 – 78 | India |  |

### Seconda Fase

#### Semifinali
| Goa 26 gennaio 2014 | Mozambico | 55 – 71 | Angola |  |

| Goa 26 gennaio 2014 | Capo Verde | 52 – 67 | India |  |

#### Finali
5-6 posto
| Goa 26 gennaio 2014 | Macao | 71 – 68 | Guinea-Bissau |  |

3-4 posto
| Goa 27 gennaio 2014 | Capo Verde | 37 – 56 | Mozambico |  |

1-2 posto
| Goa 27 gennaio 2014 | Angola | 70 – 77 | India |  |

## Classifica
| - | Paese         |
| - | ------------- |
|   | India         |
|   | Angola        |
|   | Mozambico     |
| 4 | Capo Verde    |
| 5 | Macao         |
| 6 | Guinea-Bissau |